# Nur (gorovje)
Gorovje Nur (turško Nur Dağları, Gore svete svetlobe, starogrško starogrško Ἁμανός, Amanós), v preteklosti znano kot Alma-Dağ je gorska veriga v turški provinci Hatay. Gorovje je skoraj vzporedno z zalivom Iskenderun.
Veriga doseže nadmorsko višino 2.240 m in deli obalno področje Kilikije od notranjosti Sirije. Najvišji vrh je Bozdağ Dağı. Glavni prelaz preko gorovja je znan kot Belenski prelaz ali Sirijska vrata. Drug pralaz je prelaz Bahçe ali Amanska vrata, ki je severno od Belenskega prelaza.
Izraz  "Amanus" je zapuščina starih piscev. Ime je bilo leta 1976 uporabljeno za opis kraja, kjer so odkrili Kirkwoodovo peruniko (Iris kirkwoodiae). Natančna lokacija najdbe ni znana, lahko pa bi bila v bližini Belenskega prelaza.